# 211376 Joethurston
211376 Joethurston è un asteroide della fascia principale. Scoperto nel 2002, presenta un'orbita caratterizzata da un semiasse maggiore pari a 2,6876406 UA e da un'eccentricità di 0,0136950, inclinata di 5,85901° rispetto all'eclittica.